# Кониров, Джолдыбек Тапанович
Джолдыбек Тапанович Кониров (род. 9 августа 1965, Ашхабад) — советский и туркменский самбист и дзюдоист, бронзовый призёр первенства России среди юношей по самбо 1981 года, чемпион СССР и мира среди юниоров по самбо 1985 года, победитель (1986) и бронзовый призёр (1991) соревнований по самбо на летних Спартакиадах народов СССР, бронзовый призёр соревнований по дзюдо летней Спартакиады народов СССР 1986 года, чемпион мира самбо 1992 года. Мастер спорта СССР международного класса. По самбо выступал во второй полусредней весовой категории (до 74 кг). Наставниками Конирова были Юрий Амбарцумов и Михаил Юнак. Кониров работает тренером в городе Актау.

## Спортивные результаты
- Самбо на летней Спартакиаде народов СССР 1986 года — ;
- Дзюдо на летней Спартакиаде народов СССР 1986 года — ;
- Самбо на летней Спартакиаде народов СССР 1991 года — ;
- Чемпионат СССР по самбо 1989 года — 5 место;